# Condado de Cass (Dakota do Norte)
O Condado de Cass (em inglês:  Cass County) é um dos 53 condados do estado norte-americano da Dakota do Norte. A sede e maior cidade do condado é Fargo. Foi fundado em 27 de outubro de 1873.
O condado possui uma área de 4 579 km², dos quais 4 571 km² estão cobertos por terra e 8 km² por água, uma população de 149 778 habitantes, e uma densidade populacional de 32,8 hab/km² (segundo o censo nacional de 2010). É o condado mais populoso da Dakota do Norte.